# Potentilla oaxacana
Potentilla oaxacana es una especie de planta del género Potentilla, perteneciente a la familia Rosaceae.

## Taxonomía
Potentilla oaxacana fue descrita por Per Axel Rydberg en 1898.

## Distribución
Se encuentra en el territorio suroeste de México.